# Скот Робертсон
Скот Робертсон (енгл. Scott Robertson; 21. август 1974) новозеландски је рагби тренер и бивши "Ол блек". Тренутно је главни тренер Крусејдерса. Родио се у месту "Туаранга", играо је рагби за Беј оф пленти, Кентербери, Крусејдерсе, Перпињан и Рико блек ремсе. Играо је на позицији крилног у трећој линији скрама. За Ол блексе је укупно одиграо 22 тест меча и постигао 4 есеја. Након што је у Јапану провео последњу сезону као играч, вратио се на Нови Зеланд и почео да ради као тренер млађих категорија у Кентерберију. Врло убрзо постаје тренер сениора Кентерберија и осваја титулу националног првака. Освојио је и светско првенство са младом репрезентацијом Новог Зеланда 2015. Са Крусејдерсима је освојио две титуле првака Супер рагбија. 